# 알리사비에주

알리사비에주의 위치

알리사비에주(Ali Sabieh)는 지부티 남동부에 위치한 주로 주도는 알리사비에이며 면적은 2,400km2, 인구는 97,104명(2013년 기준), 인구 밀도는 40명/km2이다. 북쪽에는 아르타주, 서쪽으로는 디킬주와 접하며 남쪽으로는 에티오피아, 동쪽으로는 소말리아와 국경을 접한다.

## 경제
경제 활동은 가축 중심이고 관개지 농업이 알리사비에주의 경제를 특징짓고 있다. 소규모 사업 등도 이뤄지고 있다. 알리사비에에서는 에티오피아와의 경제적 교류가 이뤄진다.